# Moldavisch basketbalteam (mannen)
Het Moldavisch nationaal basketbalteam is een team van basketballers dat Moldavië vertegenwoordigt in internationale wedstrijden. Het team heeft zich tot op heden niet kunnen plaatsen voor Eurobasket, het Wereldkampioenschap basketbal of het basketbalonderdeel van de Olympische Zomerspelen.
Het Moldavisch team U-18 (basketballers jonger dan 18 jaar) is één keer eerste (1997) en één keer derde geworden (2007) in Divisie C. Het Moldavisch nationaal basketbalteam is in 2008 tweede geworden tijdens Eurobasket Divisie C. 